# Arlette Bonnard
Arlette Bonnard, née le 7 décembre 1936 à Genève et morte le 21 juillet 2022 à Villejuif, est une actrice française.

## Filmographie
- 1973 : La Fille au violoncelle d'Yvan Butler
- 1976 : Le Juge et l'Assassin de Bertrand Tavernier
- 1977 : Qu'est-ce que tu veux Julie ? de Charlotte Dubreuil : Julie
- 1977 : Des enfants gâtés de Bertrand Tavernier : Catherine Rougerie
- 1977 : Diabolo menthe de Diane Kurys : Le professeur d'histoire
- 1978 : Une histoire simple de Claude Sautet : Gabrielle
- 1980 : Code 41 617 (TV) de Claude Vajda : Elle
- 1980 : Le Fou de mai de Philippe Defrance
- 1981 : Outremer de Jean-Daniel Jolly Monge
- 1981 : Un étrange voyage d'Alain Cavalier : Claire
- 1983 : Par ordre du Roy (TV) de Michel Mitrani : Mme Brunelle (segment "La marquise des Anges")

## Théâtre
- 1967 : Les Bains de Vladimir Maïakovski, mise en scène Antoine Vitez, Théâtre-Maison de la culture de Caen
- 1968 : La Mère de Bertolt Brecht, mise en scène Jacques Rosner, TNP Théâtre de Chaillot
- 1970 : Tête d'or de Paul Claudel, mise en scène Denis Llorca
- 1971 : Andromaque de Racine, mise en scène Antoine Vitez, Théâtre de la Cité internationale, Théâtre des Amandiers
- 1971 : Électre de Sophocle, mise en scène Antoine Vitez, Théâtre des Amandiers, tournée
- 1971 : Tête d'or de Paul Claudel, mise en scène Denis Llorca, Comédie de Caen, Théâtre du Vieux-Colombier
- 1972 : Électre de Sophocle, mise en scène Antoine Vitez, Théâtre des Quartiers d'Ivry, Comédie de Saint-Étienne
- 1973 : Mère Courage de Bertolt Brecht, mise en scène Antoine Vitez, Théâtre des Amandiers, Théâtre des Quartiers d'Ivry
- 1973 : Vendredi ou la Vie sauvage d'après le roman de Michel Tournier, mise en scène Antoine Vitez, Théâtre national de Chaillot
- 1999 : Les Misérables d'après Victor Hugo, mise en scène Denis Llorca
- 1999 : Animaux et autres animaux d'Alain Enjary, mise en scène Arlette Bonnard, Théâtre Paris-Villette